# Piazzali
Piazzali is een gemeente in het Franse departement Haute-Corse (regio Corsica) en telde slechts 16 inwoners in 2009. Met een oppervlakte van 0,8 vierkante kilometer is Piazzali de kleinste gemeente van Corsica. De gemeente maakt deel uit van het arrondissement Corte. Piazzali behoorde vroeger tot de pieve (een oude Corsicaanse bestuurlijke eenheid) Alesgiani, met E Valli d'Alisgiani (de huidige buurgemeente) als hoofdplaats. De gemeente behoort vandaag tot het kanton Orezza-Alesani.

## Geschiedenis
Op 15 april 1736 werd Theodor von Neuhoff tot eerste (en enige) koning van Corsica gekroond in het voormalige klooster in de huidige gemeente Piazzali (Couvent d'Alesani)..

## Geografie
Piazzali ligt op ongeveer 500 meter hoogte in de vallei van de rivier Busso, op de rechteroever. De oppervlakte van Piazzali bedraagt 0,8 km², de bevolkingsdichtheid is dus 20 inwoners per km².
Het dorpje (of gehucht) is te bereiken via de weg D317, een aftakking van de D217. De D217 verbindt de twee belangrijkste wegen in de vallei van Alesgiana. De D71 volgt de linkerzijde van de vallei; de D17 volgt grotendeels de rechterzijde van de vallei. De brug van de D217 over de rivier bevindt zich net ten noorden van de gemeente op 448 meter hoogte.

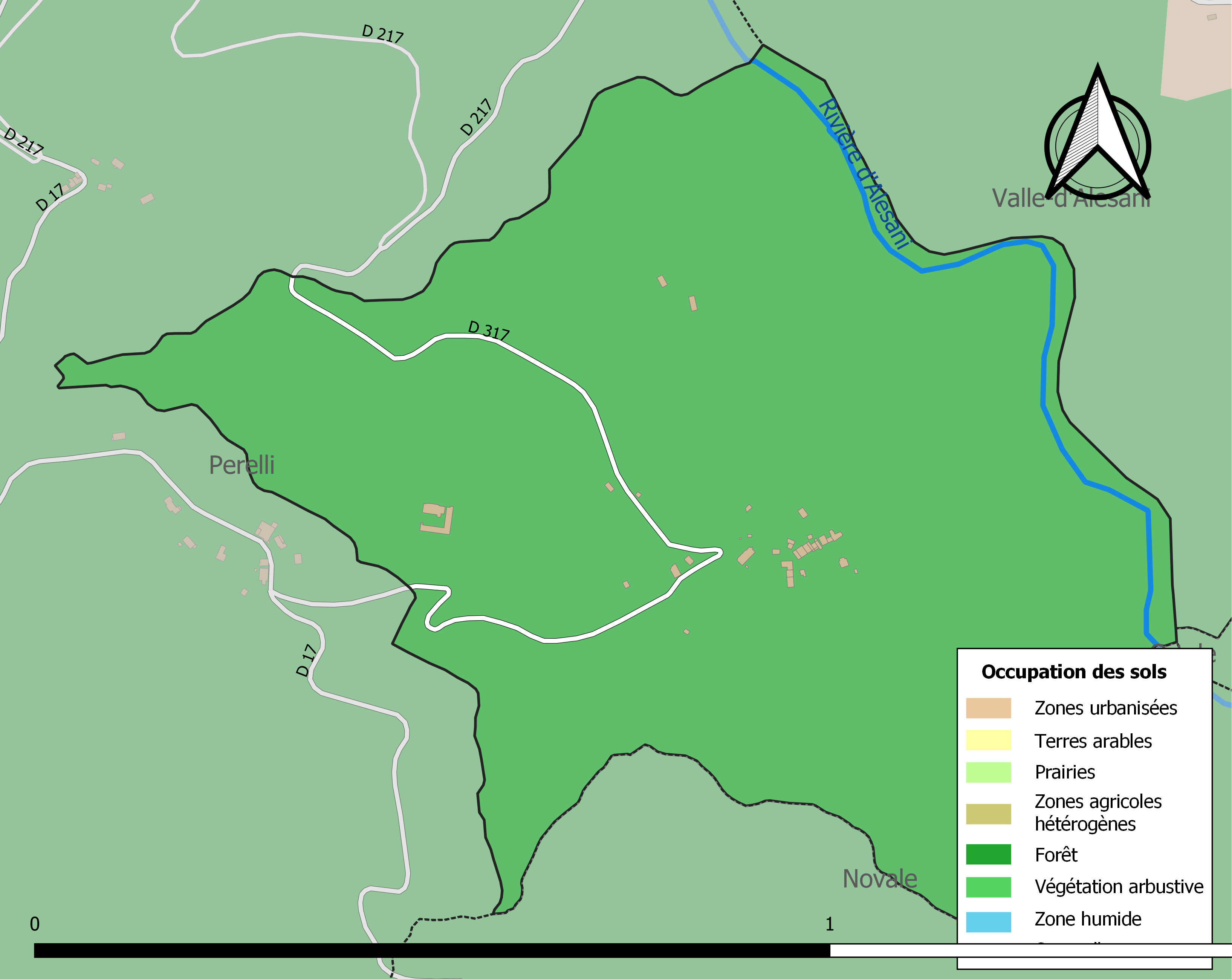
Kaart van de gemeente met de belangrijkste infrastructuur, bodemgebruik en omliggende gemeenten

## Demografie
Onderstaande figuur toont het verloop van het inwonertal (bron: INSEE-tellingen).

Vanwege een beveiligingsprobleem met de MediaWiki Graph-software is het momenteel niet mogelijk deze grafiek weer te geven. Zodra de software is bijgewerkt zal de grafiek vanzelf weer zichtbaar worden.